# 改阿賀野型軽巡洋艦
改阿賀野型軽巡洋艦(かいあがのがたけいじゅんようかん)は、日本海軍が計画した軽巡洋艦。速力強化を目指した。戦局悪化のため計画のみで終わる。

## 概要
基本計画番号C44。日本海軍は昭和14年度計画(④計画)において駆逐艦島風を1隻建造、水雷戦隊の更なる高速化(39ノット)を目指しており、旗艦となる軽巡洋艦もそれに対応し速力37.5ノットを目指した。昭和17年の軍備充実計画(⑤計画)で計画された改阿賀野型は従来の阿賀野型を一回り大きくし速力を強化した船型だった。当初5隻の建造が計画されたがミッドウェー海戦により改⑤計画に変更、改阿賀野型の計画は2隻に減らされた。しかしそれも詳細設計までいかず未起工のまま計画中止となった。

## 建艦予定艦
- 第810号艦から第814号艦

1942年（昭和17年）の⑤計画で5隻計画。ミッドウェー海戦のため計画中止。
- 第5037号艦、第5038号艦

改⑤計画で2隻計画。1945年8月と1946年8月に呉工廠にて起工予定も計画中止。